# Der Fall X 701
Der Fall X 701 ist ein deutscher Spielfilm aus dem Jahre 1964 mit Mark Stevens und Marianne Koch in den Hauptrollen.

## Handlung
In der Berliner Dependance der Weltgesundheitsorganisation. Die Doktores und Wissenschaftler Frank Overton und Helen Wieland beschäftigen sich derzeit mit Tiefkühl-Forschungen. Sie sind dabei, eine revolutionierende Testreihe erfolgreich zu beenden, die der Erhaltung und Verlängerung menschlichen Lebens mittels Einfrierungen dienen soll. Dadurch werde in der Zukunft, so sind sich Overton und Wieland sicher, das Lebensalter des Menschen nach Belieben verlängert werden können: der Mensch wird eingefroren, seine lebenswichtigen Funktionen mittels angeschlossener Apparaturen beibehalten, und je nach Bedarf wieder aufgetaut. Erste Tests mit Schimpansen waren erfolgreich. Schließlich plant Dr. Overton den Lackmus-Test: er will sich trotz massiver Bedenken des in die Untersuchungsreihe involvierten Sir Keith selbst einfrieren lassen, um festzustellen, ob dieser komplizierte Plan auch tatsächlich funktioniert.
Während seine Forscherkarriere offensichtlich sehr erfolgreich verläuft, lässt sich dies nicht unbedingt von seiner Ehe behaupten. Er und seine zynische Frau Joan, eine blonde Mode-Journalistin, die gern mal zum Alkohol greift, haben sich entfremdet und streiten sich häufig, nicht zuletzt aufgrund der engen Zusammenarbeit Franks mit Helen. Während er im Labor in die Arbeit vertieft ist, geht sie mit dem alerten Journalisten Tony Stein erst aus und wohl auch fremd. Eines Tages wird Joan Overton erschossen aufgefunden; sofort fällt der Verdacht auf Frank Overton. Doch der ist gerade bei minus 40 Grad eingefroren, wie man dem eintreffenden Berliner Polizeiinspektor Prentow beim Besuch in der Versuchsanstalt erklärt. Er könne also gar nicht der Täter sein. Doch Prentow glaubt diesem „Alibi“ nicht. Niemand außer Tony weiß die Wahrheit, denn im Augenblick alkoholbedingter Euphorie hatte Joan vor seinen Augen die Waffe gezückt und sich in die Brust geschossen. Auch Helen nimmt an, dass der von ihr verehrte Kollege Overton seine Frau erschossen haben muss, hat sie doch bei ihrem letzten Telefonat mit ihm einen Schuss in dessen Wohnung gehört. Der Schuss hatte sich gelöst, als Joan vor ihrem Gatten mit der Waffe herumhantiert hatte, ohne dass jemand verletzt worden war. Trotz ihrer beträchtlichen Zweifel an Franks Unschuld gibt Helen Wieland ihm das Alibi, zum Tatzeitpunkt bereits eingefroren gewesen zu sein.
Währenddessen befinden sich Helen Wielands Aktivitäten im Rahmen des Selbstversuchs Overtons in der entscheidenden Phase. Polizeiinspektor Prentow kann selbst sehen, wie Overton an die Apparaturen angeschlossen und vorübergehend eingefroren wurde. Im Halbdämmerzustand spricht der Wissenschaftler kurz zu Helen über seine Frau Joan. Diesen Worten ist zu entnehmen, dass er glaubt, dass Joan noch lebe. Währenddessen sieht man, wie Tony Stein zum Telefonhörer greift und den Berliner Polizeivizepräsidenten anruft. Das Einfrierexperiment mit Frank geht dem Höhepunkt zu, es entstehen kurzfristig Unregelmäßigkeiten und Probleme. Helen will das Experiment abbrechen. Da erfolgt ein Anruf im Labor. Prentow wird an den Hörer geholt und hört von seinem Chef im Polizeipräsidium, dass Frank Overton unschuldig am Tode seiner Frau sei, wie Tony Stein versichert habe. Overton wird wieder aufgetaut. Einige Zeit später sieht man ihn und Helen als ein glückliches Paar.

## Produktionsnotizen
Der Film Der Fall X 701 ist eine der unbekanntesten deutschen Produktionen des gesamten Jahrzehnts, eine Mischung aus Ehedrama, Science-Fiction-Geschichte und Kriminalfilm. Obwohl prominent besetzt und auf Englisch gedreht, ist der im Juli und August 1964 in Artur Brauners CCC-Studios in Berlin-Spandau entstandene Film kaum – sowohl in deutsch- als auch in englischsprachigen Ländern – gezeigt worden. Das mag damit zu tun haben, dass dem Film allgemein erhebliche Langeweile attestiert wurde. In Großbritannien lief der Streifen zum Jahresende 1964 unter dem internationalen Verleihtitel Frozen Alive an. Obwohl er oftmals als deutsch-britische Coproduktion ausgewiesen wird, war die produzierende Alfa-Film alleinige Herstellerin von Der Fall X 701 – lediglich eine Zusammenarbeit mit einer deutsch-englischen Firma lässt sich nachweisen. Ob Der Fall X 701, der am 13. Oktober 1966 die Freiwillige Selbstkontrolle der Filmwirtschaft passierte, anschließend jemals in deutschen Kinos anlief, ist ungewiss; für Österreich lässt sich eine Erstaufführung im Dezember 1966 konstatieren. Wenige Wochen später (ab dem 22. Januar 1967) konnte man den Film auch kurz in den USA sehen.
Die Filmbauten stammen aus der Hand von Hans-Jürgen Kiebach, die Kostüme von Vera Mügge. Götz-Dieter Wulf hatte die Herstellungsleitung, Peter Hahne die Produktionsleitung.

## Synchronisation
| Rolle             | Darsteller      | Synchronsprecher      |
| ----------------- | --------------- | --------------------- |
| Dr. Frank Overton | Mark Stevens    | Gert Günther Hoffmann |
| Dr. Helen Wieland | Marianne Koch   | sie selbst            |
| Joan Overton      | Delphi Lawrence | Margot Leonard        |
| Tony Stein        | Joachim Hansen  | er selbst             |
| Sir Keith         | Walter Rilla    | Paul Wagner           |
| Laborant Martin   | Albert Bessler  | er selbst             |

## Kritik
Im Lexikon des Internationalen Films heißt es: „Routinierte, wenig spannende Mischung von Ehe- und Kriminaldrama.“